# Klonowa Góra
Klonowa Góra – wieś w Polsce położona w województwie podlaskim, w powiecie suwalskim, w gminie Bakałarzewo.
W latach 1975–1998 miejscowość administracyjnie należała do województwa suwalskiego.

## Historia
Nazwa Klonowej Góry wzięła się najprawdopodobniej z licznie występującymi tu klonami. W 1819 roku Klonowa Góra należała do parafii bakałarzewskiej. Na początku lat 40. XIX wieku ta wieś liczyła siedem domów włościańskich i jeden dworski.
Około 1883 roku Klonowa Góra należała do gminy Wólka oraz parafii Bakałarzewo i liczyła 77 mieszkańców.
Okres II wojny światowej spowodował całkowite zniszczenie 5 domów, przetrwało 12. W 1946 roku władze oszacowały, że zniszczenia wyniosły tu 60 proc.